# 末永真史
末永 真史（すえなが まさふみ、1981年6月8日 - ）は、元プロ野球選手（外野手）。
現在は広島東洋カープ九州地区担当スカウト。

## 経歴

### プロ入り前
小学4年の時に野球を始める。
佐賀県立佐賀東高等学校では第81回全国高等学校野球選手権大会に出場するも初戦敗退。高校通算で18本塁打を放った。1999年のドラフト会議において、広島東洋カープから4位で指名され、入団。

### プロ入り後
2003年9月27日の対読売ジャイアンツ戦（広島市民球場）で、上原浩治からプロ初安打を本塁打で飾った。しかし一軍に定着することが出来ず、2007年は一軍出場すら無い年となった。ウエスタン・リーグでも三振が増加し、思うような成績を残せなかった。
2008年はウエスタン・リーグで22盗塁を記録し、盗塁王を獲得するなど存在感を示した。
2009年は打線の不調や、天谷宗一郎の故障などで一軍に昇格すると、同年7月3日の対横浜ベイスターズ戦（横浜スタジアム）に1番・中堅手で先発出場すると、2本の適時打を含む4安打を放ち、勝利に貢献した。その後も打撃面で貢献し、シーズン終盤まで一軍に帯同。規定打席には遠く及ばなかったものの、最終的には得点圏打率.487（チーム1位）で、久々に打撃で存在感を見せるシーズンとなった。
2010年は外野手争いが白熱していたなかで開幕を一軍で迎えたが、5月に不振によって二軍降格。さらに右足を故障するなど二軍でも思うような成績が残せなかった。
2011年は丸佳浩・松山竜平の台頭によって、一軍出場が無かった。
2012年も一軍で出番はなく、10月3日に戦力外通告を受けた。現役続行を希望しトライアウトを受験したが、他球団からオファーが無く、12月4日に引退を表明した。

### 引退後
2013年から広島東洋カープのスカウトに就任し、出身地である九州地区を担当している。

## 人物・エピソード
高校時代から俊足巧打で知られ、「前田二世」と称されていた。「赤いイチロー」とも呼ばれたこともある。
打撃面は評価が高いものの、毎年のように怪我をしていたため、一軍に定着できずにいた。
好きなテレビ番組はプリキュアシリーズで、2006年の球団インタビューでは「娘に付き合って観ているうちに自分がハマった」という。
2012年に自由契約となった末永に対して、前田智徳は「どこで道を間違えたんかのぅ」などとコメント、末永も「前田さんより早く辞めるとは思わなかった」とコメントした。

## 詳細情報

### 年度別打撃成績
| 年 度     | 球 団     | 試 合 | 打 席 | 打 数 | 得 点 | 安 打 | 二 塁 打 | 三 塁 打 | 本 塁 打 | 塁 打 | 打 点 | 盗 塁 | 盗 塁 死 | 犠 打 | 犠 飛 | 四 球 | 敬 遠 | 死 球 | 三 振 | 併 殺 打 | 打 率 | 出 塁 率 | 長 打 率 | O P S |
| --------- | --------- | ----- | ----- | ----- | ----- | ----- | -------- | -------- | -------- | ----- | ----- | ----- | -------- | ----- | ----- | ----- | ----- | ----- | ----- | -------- | ----- | -------- | -------- | ----- |
| 2002      | 広島      | 1     | 0     | 0     | 0     | 0     | 0        | 0        | 0        | 0     | 0     | 0     | 0        | 0     | 0     | 0     | 0     | 0     | 0     | 0        | ----  | ----     | ----     | ----  |
| 2003      | 広島      | 18    | 35    | 32    | 3     | 6     | 2        | 0        | 1        | 11    | 3     | 1     | 0        | 1     | 0     | 2     | 0     | 0     | 10    | 0        | .188  | .235     | .344     | .579  |
| 2005      | 広島      | 65    | 77    | 72    | 11    | 20    | 1        | 0        | 2        | 27    | 7     | 4     | 1        | 0     | 1     | 3     | 0     | 1     | 17    | 0        | .278  | .312     | .375     | .687  |
| 2006      | 広島      | 54    | 118   | 114   | 11    | 32    | 7        | 0        | 2        | 45    | 9     | 2     | 0        | 1     | 0     | 2     | 0     | 1     | 29    | 0        | .281  | .299     | .395     | .694  |
| 2008      | 広島      | 4     | 1     | 1     | 1     | 0     | 0        | 0        | 0        | 0     | 0     | 0     | 0        | 0     | 0     | 0     | 0     | 0     | 1     | 0        | .000  | .000     | .000     | .000  |
| 2009      | 広島      | 73    | 170   | 154   | 23    | 43    | 8        | 1        | 2        | 59    | 19    | 3     | 1        | 0     | 0     | 15    | 0     | 1     | 48    | 1        | .279  | .347     | .383     | .730  |
| 2010      | 広島      | 21    | 66    | 60    | 5     | 15    | 2        | 1        | 0        | 19    | 2     | 3     | 1        | 1     | 0     | 5     | 0     | 0     | 20    | 1        | .250  | .308     | .317     | .624  |
| 通算：7年 | 通算：7年 | 236   | 467   | 433   | 54    | 116   | 20       | 2        | 7        | 161   | 40    | 13    | 3        | 3     | 1     | 27    | 0     | 3     | 125   | 2        | .268  | .315     | .372     | .686  |

### 年度別守備成績
| 年 度 | 球 団 | 一塁  | 一塁  | 一塁  | 一塁  | 一塁  | 一塁     | 外野  | 外野  | 外野  | 外野  | 外野  | 外野     |
| 年 度 | 球 団 | 試 合 | 刺 殺 | 補 殺 | 失 策 | 併 殺 | 守 備 率 | 試 合 | 刺 殺 | 補 殺 | 失 策 | 併 殺 | 守 備 率 |
| ----- | ----- | ----- | ----- | ----- | ----- | ----- | -------- | ----- | ----- | ----- | ----- | ----- | -------- |
| 2003  | 広島  | -     | -     | -     | -     | -     | -        | 11    | 13    | 0     | 0     | 0     | 1.000    |
| 2005  | 広島  | -     | -     | -     | -     | -     | -        | 25    | 9     | 0     | 0     | 0     | 1.000    |
| 2006  | 広島  | 2     | 9     | 0     | 0     | 0     | 1.000    | 30    | 26    | 1     | 1     | 0     | .964     |
| 2008  | 広島  | -     | -     | -     | -     | -     | -        | 1     | 1     | 0     | 0     | 0     | 1.000    |
| 2009  | 広島  | -     | -     | -     | -     | -     | -        | 62    | 83    | 1     | 1     | 0     | .988     |
| 2010  | 広島  | -     | -     | -     | -     | -     | -        | 18    | 32    | 1     | 2     | 0     | .943     |
| 通算  | 通算  | 2     | 9     | 0     | 0     | 0     | 1.000    | 147   | 164   | 3     | 4     | 0     | .977     |

### 記録
- 初出場：2002年4月7日、対中日ドラゴンズ3回戦（広島市民球場）、7回裏に木村一喜の代走として出場
- 初安打・初本塁打・初打点：2003年9月27日、対読売ジャイアンツ26回戦（広島市民球場）、8回裏に上原浩治から右越ソロ
- 初盗塁：2003年9月29日、対読売ジャイアンツ28回戦（広島市民球場）、12回裏に二盗（投手：條辺剛、捕手：阿部慎之助）
- 初先発出場：2003年9月30日、対中日ドラゴンズ27回戦（広島市民球場）、2番・右翼手として先発出場

### 背番号
- 51 （2000年 - 2012年）